# Équipe d'Italie de football à la Coupe du monde 2010
L'équipe d'Italie de football participe à la Coupe du monde de football 2010 organisée en Afrique du Sud, ce qui constitue la dix-septième phase finale de Coupe du monde de son histoire et sa treizième consécutive.
Tenante du titre, l'Italie se présente en Afrique du Sud après avoir remporté son groupe de qualification devant l'Irlande et figure à nouveau parmi les favoris . La « Nazionale » est emmenée par Marcello Lippi, déjà aux commandes de la sélection lors de la Coupe du monde 2006.
La sélection italienne déçoit et est éliminée au premier tour après deux matchs nuls et une défaite (face à la Slovaquie).

## Historique

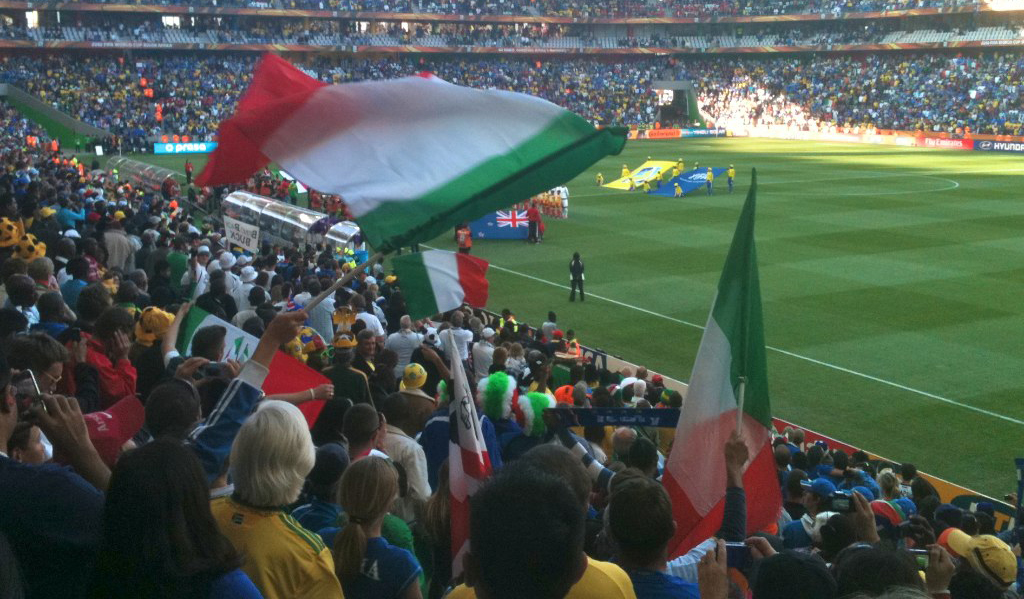
Fans de l’équipe d’Italie au match Italie versus Nouvelle Zélande, match se finissant en un nul 1-1

Après l'Euro 2008, la fédération italienne décide de remercier Roberto Donadoni qui avait pour objectif minimum d'amener l'Italie en demi-finale, ce qui n'a pas été le cas. La fédération choisit de rappeler l'ancien sélectionneur qui avait gagné la Coupe du monde 2006 : Marcello Lippi. Pour son retour, l'Italie fait un match nul 2-2 face à l'Autriche en amical puis remporte contre Chypre (2-1) son premier match de qualification pour la Coupe du monde 2010. Les champions du monde en titre enchaînent ensuite les victoires dans ces éliminatoires : face à la Géorgie 2-0, et par deux fois contre le Monténégro (2-1 ; 2-0). Les Italiens concèdent cependant deux matches nuls, contre la Bulgarie 0-0 et face à l'Irlande sur le score de 1-1. Malgré les résultats, les performances ne sont pas convaincantes, l'Italie jouant un football peu attractif et peu spectaculaire.
L'Italie dispute la coupe des confédérations 2009 en tant que champion du monde 2006. Les Italiens remportent leur premier match contre les États-Unis en évoluant une partie de la rencontre à 11 contre 10. Après avoir concédé l'ouverture du score ils inscrivent 3 buts dans la dernière demi-heure (doublé de Giuseppe Rossi et but de Daniele De Rossi) (3-1). L'Italie s'incline ensuite contre l'Égypte contre toute attente (but de la tête d'Homos en première mi-temps, 0-1). Lors de la 3e journée, l'Italie sombre face au Brésil (0-3) et est éliminée.
Après cette coupe des confédérations gâchée, l'Italie reprend sa campagne de qualification pour le mondial 2010. Après un match nul face à la Suisse, l'Italie gagne 2-0 contre la Bulgarie. Elle joue ensuite contre la Géorgie (2-0) dans un match très spectaculaire où le joueur géorgien Kaladze (qui évolue en club au Milan AC) marque deux buts contre son camp. L'Italie empoche le point de la qualification pour la phase finale face à Irlande à Dublin. Menée au score à deux reprises, l'Italie obtient l'égalisation à la dernière minute du match par le remplaçant Gilardino, les deux équipes se quittant sur un match nul comme à l'aller, ce qui fait cependant le bonheur des Italiens.
Les matchs de préparation de l'Italie pour le mondial ne sont pas flamboyants : 0-0 le 3 mars contre le Cameroun, défaite 1-2 contre le Mexique le 3 juin et nul 1-1 face à la Suisse le 5 juin. La Squadra Azzurra, misant sur l'expérience, s'est peu renouvelé depuis son précédent titre, les cadres de l'équipe ayant pour la plupart dépassé les trente ans.
Le tirage au sort effectué au Cap le 4 décembre 2009, réserve à l'Italie un groupe relativement facile sur le papier, composé du Paraguay, longtemps leader des qualifications d'Amérique du Sud, de la Nouvelle-Zélande qui honorera sa deuxième participation en Coupe du monde et de la jeune Slovaquie, néophyte à ce stade. Au moment du tirage, soixante-treize places séparaient au classement FIFA l'Italie, 4e, et la Nouvelle-Zélande 77e. Le Paraguay et la Slovaquie étant intercalées respectivement aux 30e et 34e places. La fédération italienne choisit pour toute la durée du tournoi d'établir le quartier général de son équipe au Southdowns College situé entre Pretoria et Johannesbourg. L'endroit, composé d'un gymnase et de deux terrains d'entrainement, avait déjà été retenu pour la Coupe des confédérations 2009.
La Nazionale évolue dans trois villes différentes. Tout d'abord au Cap et le Green Point Stadium pour son premier match de la compétition face au Paraguay, à Nelspruit et le Mbombela Stadium contre la Nouvelle-Zélande et enfin à Johannesbourg et l'Ellis Park Stadium pour clore le premier tour face aux Slovaques. L'Italie se prépare à deux premières : en effet, ni la Nouvelle-Zélande ni la Slovaquie n'ont encore rencontré la Squadra Azzurra en phase finale. Seul le Paraguay a pu s'y frotter en 1950 avec une victoire italienne deux buts à rien (Riccardo Carapellese et Egisto Pandolfini).
Les Italiens débutent mal le tournoi : menés au score sur un coup franc, ils arrachent le match nul (1-1) contre le Paraguay grâce à Daniele De Rossi. Lors de la deuxième journée, contre la modeste  Nouvelle-Zélande, la Squadra est à nouveau à la peine. Elle concède en effet l'ouverture du score dès la septième minute. Il faut un pénalty accordé pour une faute néo-zélandaise dans la surface de réparation pour que l'Italie parvienne à égaliser (but de Vincenzo Laquinta. En possession stérile du ballon tout au long du match l'Italie doit encore se contenter d'un point (1-1).
Le 24 juin 2010, l'Italie est dos au mur au moment d'affronter la Slovaquie. Le match est tendu et riche en rebondissement. Au bout d'interminables arrêts de jeu, les Italiens s'inclinent finalement 2-3 et sont éliminés. Un but refusé pour hors-jeu et une volée de Fabio Quagliarella détournée sur la ligne par Martin Škrtel auront eu raison de l'Italie. Ce fiasco signe la fin de carrière internationale du ballon d'or 2006, Fabio Cannavaro. Cette élimination est aussi considérée comme un des plus grands échecs de l'histoire de la Squadra Azzurra puisque l'équipe termine 26e de la compétition sans aucune victoire, ce qui n'était jamais arrivé précédemment en coupe du monde, sa dernière élimination précoce remontant à 1974.
L'Italie est aussi le troisième champion du monde en titre à être éliminé dès le 1er tour, après le Brésil en 1966 et la France en 2002. Elle avait cependant déjà perdue au premier tour en tant que tenant du titre en 1950.

## Maillots
| Couleurs | Bleu et blanc |
| Marque   | Puma          |
| Domicile | Extérieur     |

Pour la troisième fois consécutive en Coupe du monde, l'équipementier allemand Puma fournit les tenues de la "Nazionale". Le nouveau maillot est présenté au public à l'occasion du match amical Italie-Cameroun joué à Monaco.

## Effectif
| Numéro / Nom / Sel.(buts) | Numéro / Nom / Sel.(buts)                     | Club            | Date de naissance | J.              |                 |                 |                 |                 |
| Gardiens de but           | Gardiens de but                               | Gardiens de but | Gardiens de but   | Gardiens de but | Gardiens de but | Gardiens de but | Gardiens de but | Gardiens de but |
| ------------------------- | --------------------------------------------- | --------------- | ----------------- | --------------- | --------------- | --------------- | --------------- | --------------- |
| 1                         | Gianluigi Buffon 101(0)                       | Juventus FC     | 28.01.1978        | 1               | 0               | 0               | 0               | 0               |
| 14                        | Morgan De Sanctis (190 cm, 86 kg) / 3(0)      | SSC Napoli      | 26.03.1977        | 0               | 0               | 0               | 0               | 0               |
| 12                        | Federico Marchetti (186 cm, 76 kg) / 5(0)     | Cagliari Calcio | 07.02.1983        | 2               | 0               | 0               | 0               | 0               |
| Défenseurs                |                                               |                 |                   |                 |                 |                 |                 |                 |
| 13                        | Salvatore Bocchetti (178 cm, 70 kg) / 4(0)    | Genoa CFC       | 30.11.1986        | 0               | 0               | 0               | 0               | 0               |
| 23                        | Leonardo Bonucci (190 cm, 82 kg) / 2(1)       | AS Bari         | 01.05.1987        | 0               | 0               | 0               | 0               | 0               |
| 5                         | Fabio Cannavaro Cap. (176 cm, 75 kg) / 133(2) | Juventus FC     | 13.09.1973        | 2               | 0               | 0               | 0               | 0               |
| 4                         | Giorgio Chiellini (186 cm, 76 kg) / 29(2)     | Juventus FC     | 14.08.1984        | 2               | 0               | 0               | 0               | 0               |
| 3                         | Domenico Criscito (183 cm, 70 kg) / 6(0)      | Genoa FC        | 30.12.1986        | 2               | 0               | 0               | 0               | 0               |
| 2                         | Christian Maggio (184 cm, 79 kg) / 5(0)       | SSC Napoli      | 11.02.1982        | 0               | 0               | 0               | 0               | 0               |
| 19                        | Gianluca Zambrotta (181 cm, 76 kg) / 94(2)    | AC Milan        | 19.02.1977        | 2               | 0               | 0               | 0               | 0               |
| Milieux de terrain        |                                               |                 |                   |                 |                 |                 |                 |                 |
| 16                        | Mauro Camoranesi (174 cm, 70 kg) / 53(5)      | Juventus FC     | 04.10.1976        | 2               | 0               | 1               | 0               | 0               |
| 6                         | Daniele De Rossi (184 cm, 83 kg) / 54(8)      | AS Roma         | 24.07.1983        | 2               | 1               | 0               | 0               | 0               |
| 8                         | Gennaro Gattuso (177 cm, 77 kg) / 72(1)       | AC Milan        | 09.01.1978        | 0               | 0               | 0               | 0               | 0               |
| 15                        | Claudio Marchisio (179 cm, 70 kg) / 4(0)      | Juventus FC     | 19.01.1986        | 2               | 0               | 0               | 0               | 0               |
| 22                        | Riccardo Montolivo (181 cm, 74 kg) / 13(0)    | AC Fiorentina   | 18.01.1985        | 2               | 0               | 0               | 0               | 0               |
| 17                        | Angelo Palombo (177 cm, 77 kg) / 17(0)        | UC Sampdoria    | 25.09.1981        | 0               | 0               | 0               | 0               | 0               |
| 7                         | Simone Pepe (178 cm, 73 kg) / 15(0)           | Udinese Calcio  | 24.08.1983        | 2               | 0               | 0               | 0               | 0               |
| 21                        | Andrea Pirlo (177 cm, 68 kg) / 66(8)          | AC Milan        | 19.05.1979        | 0               | 0               | 0               | 0               | 0               |
| Attaquants                |                                               |                 |                   |                 |                 |                 |                 |                 |
| 10                        | Antonio Di Natale (170 cm, 70 kg) / 33(9)     | Udinese Calcio  | 13.10.1977        | 2               | 0               | 0               | 0               | 0               |
| 11                        | Alberto Gilardino (184 cm, 76 kg) / 41(16)    | AC Fiorentina   | 05.07.1982        | 2               | 0               | 0               | 0               | 0               |
| 9                         | Vincenzo Iaquinta (190 cm, 84 kg) / 37(5)     | Juventus FC     | 21.11.1979        | 2               | 1               | 0               | 0               | 0               |
| 20                        | Giampaolo Pazzini (180 cm, 74 kg) / 8(1)      | UC Sampdoria    | 02.08.1984        | 1               | 0               | 0               | 0               | 0               |
| 18                        | Fabio Quagliarella (180 cm, 79 kg) / 20(4)    | SSC Napoli      | 31.01.1983        | 0               | 0               | 0               | 0               | 0               |
| Sélectionneur             |                                               |                 |                   |                 |                 |                 |                 |                 |
|                           | Marcello Lippi                                |                 | 12.04.1948        |                 |                 |                 |                 |                 |
| Réserve                   |                                               |                 |                   |                 |                 |                 |                 |                 |
|                           |                                               |                 |                   |                 |                 |                 |                 |                 |
| Blessé                    |                                               |                 |                   |                 |                 |                 |                 |                 |
| A.Pirlo                   |                                               |                 |                   |                 |                 |                 |                 |                 |

- La première pré-liste de 30 joueurs donnait quelques indications sur le futur de la Nazionale engagée en Coupe du monde, en particulier l'âge moyen de l'equipe qui sera de 28 ans. Longtemps critiquée, l'Italie rajeunit legerement son effectif.

En outre, le joueur italien type mesurerait 1,82 m pour un poids de 77 kg.
- Les 23 joueurs choisis par Lippi proviennent exclusivement de la Serie A. Fabio Cannavaro ayant signé pour le club emirati d'Al-Ahli le 2 juin.

## Qualifications
L'Italie de Marcello Lippi s'est qualifiée en toute fin d'éliminatoires. Son concurrent le plus sérieux, l'Irlande, l'accrocha à deux reprises et les deux formations durent se partager les points. La Nazionale obtient symboliquement une première place absolue grâce à la meilleure attaque et la meilleure défense du groupe. De plus, aucune défaite ne vient entacher le parcours des champions du monde en titre, non exempts de tout reproche cependant techniquement.
| Rang | Équipe               | Pts | J  | G | N | P | Bp | Bc | Diff |  | Résultats (▼ dom., ► ext.) |     |     |     |     |     |     |
| ---- | -------------------- | --- | -- | - | - | - | -- | -- | ---- |  | -------------------------- | --- | --- | --- | --- | --- | --- |
| 1    | Italie               | 24  | 10 | 7 | 3 | 0 | 18 | 7  | +11  |  | Italie                     |     | 1-1 | 2-0 | 3-2 | 2-1 | 2-0 |
| 2    | République d'Irlande | 18  | 10 | 4 | 6 | 0 | 12 | 8  | +4   |  | République d'Irlande       | 2-2 |     | 1-1 | 1-0 | 0-0 | 2-1 |
| 3    | Bulgarie             | 14  | 10 | 3 | 5 | 2 | 17 | 13 | +4   |  | Bulgarie                   | 0-0 | 1-1 |     | 2-0 | 4-1 | 6-2 |
| 4    | Chypre               | 9   | 10 | 2 | 3 | 5 | 14 | 16 | -2   |  | Chypre                     | 1-2 | 1-2 | 4-1 |     | 2-2 | 2-1 |
| 5    | Monténégro           | 9   | 10 | 1 | 6 | 3 | 9  | 14 | -5   |  | Monténégro                 | 0-2 | 0-0 | 2-2 | 1-1 |     | 2-1 |
| 6    | Géorgie              | 3   | 10 | 0 | 3 | 7 | 7  | 19 | -12  |  | Géorgie                    | 0-2 | 1-2 | 0-0 | 1-1 | 0-0 |     |

### Buteurs
Neuf joueurs ont trouvé le chemin des filets durant ces éliminatoires, le florentin Alberto Gilardino étant le plus prolifique avec quatre réalisations. Andrea Pirlo s'est chargé de transformer l'unique penalty concédé à son équipe. À noter que le Géorgien Kakhaber Kaladze a inscrit deux buts contre son camp en faveur de l'Italie. 
| Pos | Joueur            | Pays   | Buts |
| --- | ----------------- | ------ | ---- |
| 1   | Alberto Gilardino | Italie | 4    |
| 2   | Alberto Aquilani  | Italie | 2    |
| 2   | Antonio Di Natale | Italie | 2    |
| 2   | Vincenzo Iaquinta | Italie | 2    |
| 2   | Daniele De Rossi  | Italie | 2    |
| 6   | Andrea Pirlo      | Italie | 1    |
| 6   | Giampaolo Pazzini | Italie | 1    |
| 6   | Fabio Grosso      | Italie | 1    |
| 6   | Mauro Camoranesi  | Italie | 1    |

### Joueurs utilisés
- Gardiens : Gianluigi Buffon - Marco Amelia (2)
- Défenseurs : Gianluca Zambrotta - Fabio Grosso - Alessandro Gamberini - Fabio Cannavaro - Andrea Barzagli - Marco Cassetti - Andrea Dossena - Nicola Legrottaglie - Giorgio Chiellini - Daniele Bonera - Domenico Criscito - Davide Santon - Salvatore Bocchetti (13)
- Milieux : Daniele De Rossi - Mauro Camoranesi - Andrea Pirlo - Gennaro Gattuso - Alberto Aquilani - Angelo Palombo - Simone Pepe - Riccardo Montolivo - Simone Perrotta - Matteo Brighi - Marco Marchionni - Gaetano D'Agostino (12)
- Attaquants : Antonio Di Natale - Luca Toni - Alberto Gilardino - Alessandro Del Piero - Vincenzo Iaquinta - Giuseppe Rossi - Fabio Quagliarella - Giampaolo Pazzini (8)

soit un total de 35 joueurs.

## Préparation
- Le 2 mai, Marcello Lippi a convoqué 29 joueurs en vue d'un stage a Rome qui prit fin le mercredi suivant.

Voici la liste des joueurs qui y prirent part: Buffon (Juventus), De Sanctis (Napoli), Marchetti (Cagliari), Sirigu (Palermo); 
Bocchetti (Genoa), Bonucci (Bari), Cannavaro (Juventus), Cassani (Palermo), Chiellini (Juventus), Criscito (Genoa), Grosso (Juventus), Legrottaglie (Juventus), Zambrotta (Milan);
Camoranesi (Juventus), Candreva (Juventus), Cossu (Cagliari), Gattuso (Milan), Marchisio (Juventus), Maggio (Napoli) Montolivo (Fiorentina), Palombo (Sampdoria), Pepe (Udinese), Pirlo (Milan); 
Borriello (Milan), Di Natale (Udinese), Gilardino (Fiorentina), Iaquinta (Juventus), Pazzini (Sampdoria), Quagliarella (Napoli).
- Le 11 mai, c'est cette fois-ci une liste de 30 joueurs qui est délivrée officiellement à la FIFA. La seule différence réside dans l'arrivée pour le stage de Sestrières de l'attaquant Giuseppe Rossi.
- Le 18 mai, Marcello Lippi dégraisse un peu plus sa liste en décidant de se passer des services de deux juventini, le héros de la Coupe du monde 2006 le défenseur Fabio Grosso et le jeune Antonio Candreva, milieu de terrain.
- Le 1er juin, le sélectionneur toscan a rendu définitive la liste de 23 joueurs, sans grande surprise.

| Match amical                                    | Italie | 0-0     | Cameroun | Stade Louis-II Monaco,                               |                                                      |
| 3 mars 2010 · 20h45 · Historique des rencontres | | (0-0)   |          | Spectateurs : 10 752 Arbitrage : Saïd Ennjimi France | Spectateurs : 10 752 Arbitrage : Saïd Ennjimi France |
| 3 mars 2010 · 20h45 · Historique des rencontres | 1 Marchetti, 5 Cannavaro (37e Cassani), 4 Chiellini, 2 Bonucci, 7 Maggio, 6 De Rossi (1re Gattuso), 10 Pirlo (1re Montolivo), 3 Criscito (1re Marchisio), 8 Cossu, 11 Di Natale (16e Quagliarella), 9 Borriello (1re Pazzini) | Équipes |          | Spectateurs : 10 752 Arbitrage : Saïd Ennjimi France | Spectateurs : 10 752 Arbitrage : Saïd Ennjimi France |

| Match amical      | Italie | 2-0   | Unione Sportiva Russi | Stadio Comunale Sestriere, |  |
| 30 mai 2010 11h00 |        | (2-0) |                       |                            |  |

| Match amical      | Italie | 8-0   | Settimo Torinese | Stadio Comunale Sestriere, |  |
| 30 mai 2010 12h00 |        | (5-0) |                  |                            |  |

| Match amical                                    | Italie | 1-2     | Mexique                                                                                               | Stade Roi Baudouin Bruxelles, Belgique                  |                                                         |
| 3 juin 2010 · 20h45 · Historique des rencontres | | (0-1)   | Vela                                                                                                  | Spectateurs : 41 700 Arbitrage : Johan Verbist Belgique | Spectateurs : 41 700 Arbitrage : Johan Verbist Belgique |
| 3 juin 2010 · 20h45 · Historique des rencontres | Buffon;Zambrotta,Bonucci,Cannavaro,Criscito;Pirlo,De Rossi,Marchisio;Iaquinta,Di Natale (Pepe 45e),Gilardino | Équipes | Perez;Aguilar,Rodriguez,Osorio,Salcido;Marquez (Barrera 45e),Juarez,Torrado;Dos Santos,Vela,Hernandez | Spectateurs : 41 700 Arbitrage : Johan Verbist Belgique | Spectateurs : 41 700 Arbitrage : Johan Verbist Belgique |

| Match amical                            | Suisse                                                                                                | 1-1     | Italie | Stade de Genève Genève, Suisse      |                                     |
| 5 juin 2010 · Historique des rencontres | | (1-1)   | | Arbitrage : Hervé Piccirillo France | Arbitrage : Hervé Piccirillo France |
| 5 juin 2010 · Historique des rencontres | Benaglio; Lichtsteiner, Senderos, Grichting, Ziegler; Inler, Huggel, Behrami, Fernandes; Nkufo, Frei. | Équipes | Buffon; Zambrotta (Criscito 81e), Chiellini, Bocchetti, Maggio; Montolivo, Palombo, Gattuso (Iaquinta 86e); Quagliarella (Di Natale 66e), Cossu (Pepe 46e); Pazzini (Gilardino 77e). | Arbitrage : Hervé Piccirillo France | Arbitrage : Hervé Piccirillo France |

## Calendrier et résumés des rencontres
- Le 9 juin, l'équipe d'Italie atterrit à Johannesbourg, à cinq jours de son premier match face au  Paraguay. Elle enchaine directement avec un premier entrainement.

| Rang | Équipe           | Pts | J | G | N | P | Bp | Bc | Diff |
| ---- | ---------------- | --- | - | - | - | - | -- | -- | ---- |
| 1    | Paraguay         | 5   | 3 | 1 | 1 | 0 | 3  | 1  | +2   |
| 2    | Slovaquie        | 4   | 3 | 1 | 1 | 1 | 4  | 5  | -1   |
| 3    | Nouvelle-Zélande | 3   | 3 | 0 | 3 | 0 | 2  | 2  | 0    |
| 4    | Italie           | 2   | 3 | 0 | 2 | 1 | 4  | 5  | -1   |

| 14 juin 2010                            | Italie               | 1 – 1   | Paraguay            | Green Point Stadium, Le Cap                       |                                                   |
| 20:30 UTC+2 · Historique des rencontres | Daniele De Rossi 63e | (0 – 1) | Antolín Alcaraz 39e | Spectateurs : 62 869 Arbitrage : Benito Archundia | Spectateurs : 62 869 Arbitrage : Benito Archundia |

| Italie | Paraguay |

| Italie :        |    |                     |  |     |     |  |     |
|                 |    |                     |  |     |     |  |     |
| G               | 1  | Gianluigi Buffon    |  | 46e |     |  |     |
| D               | 3  | Domenico Criscito   |  |     |     |  |     |
| D               | 4  | Giorgio Chiellini   |  |     |     |  |     |
| D               | 5  | Fabio Cannavaro     |  |     |     |  |     |
| M               | 6  | Daniele De Rossi    |  |     |     |  | 63e |
| M               | 7  | Simone Pepe         |  |     |     |  |     |
| A               | 9  | Vincenzo Iaquinta   |  |     |     |  |     |
| A               | 11 | Alberto Gilardino   |  | 72e |     |  |     |
| M               | 15 | Claudio Marchisio   |  | 59e |     |  |     |
| D               | 19 | Gianluca Zambrotta  |  |     |     |  |     |
| M               | 22 | Riccardo Montolivo  |  |     |     |  |     |
| Remplaçants :   |    |                     |  |     |     |  |     |
| G               | 12 | Federico Marchetti  |  | 46e |     |  |     |
| G               | 14 | Morgan De Sanctis   |  |     |     |  |     |
| D               | 2  | Christian Maggio    |  |     |     |  |     |
| M               | 8  | Gennaro Gattuso     |  |     |     |  |     |
| A               | 10 | Antonio Di Natale   |  | 72e |     |  |     |
| D               | 13 | Salvatore Bocchetti |  |     |     |  |     |
| M               | 16 | Mauro Camoranesi    |  | 59e | 70e |  |     |
| M               | 17 | Angelo Palombo      |  |     |     |  |     |
| A               | 18 | Fabio Quagliarella  |  |     |     |  |     |
| A               | 20 | Giampaolo Pazzini   |  |     |     |  |     |
| M               | 21 | Andrea Pirlo        |  |     |     |  |     |
| D               | 23 | Leonardo Bonucci    |  |     |     |  |     |
| Sélectionneur : |    |                     |  |     |     |  |     |
| Marcello Lippi  |    |                     |  |     |     |  |     |

| Paraguay :      |    |                         |  |     |     |  |     |
|                 |    |                         |  |     |     |  |     |
| G               | 1  | Justo Villar            |  |     |     |  |     |
| D               | 3  | Claudio Morel Rodríguez |  |     |     |  |     |
| M               | 6  | Carlos Bonet            |  |     |     |  |     |
| M               | 13 | Enrique Vera            |  |     |     |  |     |
| D               | 14 | Paulo da Silva          |  |     |     |  |     |
| M               | 15 | Víctor Cáceres          |  |     | 62e |  |     |
| M               | 16 | Cristian Riveros        |  |     |     |  |     |
| D               | 17 | Aureliano Torres        |  | 60e |     |  |     |
| A               | 18 | Nelson Valdez           |  | 68e |     |  |     |
| A               | 19 | Lucas Barrios           |  | 76e |     |  |     |
| D               | 21 | Antolín Alcaraz         |  |     |     |  | 39e |
| Remplaçants :   |    |                         |  |     |     |  |     |
| G               | 12 | Diego Barreto           |  |     |     |  |     |
| G               | 22 | Aldo Bobadilla          |  |     |     |  |     |
| D               | 2  | Darío Verón             |  |     |     |  |     |
| D               | 4  | Denis Caniza            |  |     |     |  |     |
| D               | 5  | Julio César Cáceres     |  |     |     |  |     |
| A               | 7  | Óscar Cardozo           |  | 76e |     |  |     |
| M               | 8  | Édgar Barreto           |  |     |     |  |     |
| A               | 9  | Roque Santa Cruz        |  | 68e |     |  |     |
| A               | 10 | Édgar Benítez           |  |     |     |  |     |
| M               | 11 | Jonathan Santana        |  | 60e |     |  |     |
| M               | 20 | Néstor Ortigoza         |  |     |     |  |     |
| A               | 23 | Rodolfo Gamarra         |  |     |     |  |     |
| Sélectionneur : |    |                         |  |     |     |  |     |
| Gerardo Martino |    |                         |  |     |     |  |     |

| Assistants : Hector Vergara Marvin Torrentera Quatrième arbitre : Joel Aguilar Cinquième arbitre : Juan Zumba Homme du match : Antolín Alcaraz |

| 20 juin 2010                            | Italie              | 1 – 1   | Nouvelle-Zélande | Mbombela Stadium, Nelspruit                                          |                                                                      |
| 16:00 UTC+2 · Historique des rencontres | Iaquinta 29e (pen.) | (1 – 1) | 7e Smeltz        | Spectateurs : 38 229 · Arbitrage : Carlos Batres · Photos du match · | Spectateurs : 38 229 · Arbitrage : Carlos Batres · Photos du match · |
| 16:00 UTC+2 · Historique des rencontres | Rapport             |         |                  | Spectateurs : 38 229 · Arbitrage : Carlos Batres · Photos du match · | Spectateurs : 38 229 · Arbitrage : Carlos Batres · Photos du match · |

| Italie | Nouvelle-Zélande |

| Italie :        |    |                    |     |  |  |
|                 |    |                    |     |  |  |
|                 | 12 | Federico Marchetti |     |  |  |
|                 | 3  | Domenico Criscito  |     |  |  |
|                 | 4  | Giorgio Chiellini  |     |  |  |
|                 | 5  | Fabio Cannavaro    |     |  |  |
|                 | 6  | Daniele De Rossi   |     |  |  |
|                 | 7  | Simone Pepe        | 46e |  |  |
|                 | 9  | Vincenzo Iaquinta  |     |  |  |
|                 | 11 | Alberto Gilardino  | 46e |  |  |
|                 | 15 | Claudio Marchisio  | 61e |  |  |
|                 | 19 | Gianluca Zambrotta |     |  |  |
|                 | 22 | Riccardo Montolivo |     |  |  |
| Remplaçants :   |    |                    |     |  |  |
|                 | 10 | Antonio Di Natale  | 46e |  |  |
|                 | 16 | Mauro Camoranesi   | 46e |  |  |
|                 | 20 | Giampaolo Pazzini  | 61e |  |  |
| Sélectionneur : |    |                    |     |  |  |
| Marcello Lippi  |    |                    |     |  |  |

| Nouvelle-Zélande : |    |                 |       |     |  |
|                    |    |                 |       |     |  |
|                    | 1  | Mark Paston     |       |     |  |
|                    | 3  | Tony Lochhead   |       |     |  |
|                    | 4  | Winston Reid    |       |     |  |
|                    | 5  | Ivan Vicelich   | 80e   |     |  |
|                    | 6  | Ryan Nelsen     |       | 87e |  |
|                    | 7  | Simon Elliott   |       |     |  |
|                    | 9  | Shane Smeltz    |       |     |  |
|                    | 10 | Chris Killen    | 90+3e |     |  |
|                    | 11 | Leo Bertos      |       |     |  |
|                    | 14 | Rory Fallon     | 62e   | 14e |  |
|                    | 19 | Tommy Smith     |       | 28e |  |
| Remplaçants :      |    |                 |       |     |  |
|                    | 13 | Andrew Barron   | 90+3e |     |  |
|                    | 20 | Chris Wood      | 62e   |     |  |
|                    | 21 | Jeremy Christie | 80e   |     |  |
| Sélectionneur :    |    |                 |       |     |  |
| Ricki Herbert      |    |                 |       |     |  |

| Assistants : Leonel Leal Carlos Pastrana Quatrième arbitre : Koman Coulibaly Cinquième arbitre : Redouane Achik Homme du match : Daniele De Rossi |

| 24 juin 2010                            | Slovaquie                                 | 3–2   | Italie                                           | Ellis Park, Johannesbourg                                          |                                                                    |
| 16:00 UTC+2 · Historique des rencontres | Róbert Vittek 25e 73e · Kamil Kopúnek 89e | (1–0) | 81e Antonio Di Natale · 90+2e Fabio Quagliarella | Spectateurs : 53 412 · Arbitrage : Howard Webb · Photos du match · | Spectateurs : 53 412 · Arbitrage : Howard Webb · Photos du match · |
| 16:00 UTC+2 · Historique des rencontres | Rapport                                   |       |                                                  | Spectateurs : 53 412 · Arbitrage : Howard Webb · Photos du match · | Spectateurs : 53 412 · Arbitrage : Howard Webb · Photos du match · |

| Slovaquie | Italie |

| Slovaquie :     |    |                   |       |     |  |
|                 |    |                   |       |     |  |
| Gardien de but  | 1  | Ján Mucha         |       | 82e |  |
|                 | 2  | Peter Pekarík     |       | 50e |  |
|                 | 3  | Martin Škrtel     |       |     |  |
|                 | 5  | Radoslav Zabavník |       |     |  |
|                 | 6  | Zdeno Štrba       | 87e   | 16e |  |
|                 | 11 | Róbert Vittek     | 90+2e |     |  |
|                 | 15 | Miroslav Stoch    |       |     |  |
|                 | 16 | Ján Ďurica        |       |     |  |
|                 | 17 | Marek Hamšík      |       |     |  |
|                 | 18 | Erik Jendrišek    | 90+4e | 40e |  |
|                 | 19 | Juraj Kucka       |       |     |  |
| Remplaçants :   |    |                   |       |     |  |
|                 | 9  | Stanislav Šesták  | 90+2e |     |  |
|                 | 20 | Kamil Kopúnek     | 87e   |     |  |
|                 | 22 | Martin Petráš     | 90+4e |     |  |
| Sélectionneur : |    |                   |       |     |  |
| Vladimír Weiss  |    |                   |       |     |  |

| Italie :        |    |                    |     |     |  |
|                 |    |                    |     |     |  |
| Gardien de but  | 12 | Federico Marchetti |     |     |  |
|                 | 3  | Domenico Criscito  | 46e |     |  |
|                 | 4  | Giorgio Chiellini  |     | 67e |  |
|                 | 5  | Fabio Cannavaro    |     | 31e |  |
|                 | 6  | Daniele De Rossi   |     |     |  |
|                 | 7  | Simone Pepe        |     | 76e |  |
|                 | 8  | Gennaro Gattuso    | 46e |     |  |
|                 | 9  | Vincenzo Iaquinta  |     |     |  |
|                 | 10 | Antonio Di Natale  |     |     |  |
|                 | 19 | Gianluca Zambrotta |     |     |  |
|                 | 22 | Riccardo Montolivo | 56e |     |  |
| Remplaçants :   |    |                    |     |     |  |
|                 | 2  | Christian Maggio   | 46e |     |  |
|                 | 18 | Fabio Quagliarella | 46e | 83e |  |
|                 | 21 | Andrea Pirlo       | 56e |     |  |
| Sélectionneur : |    |                    |     |     |  |
| Marcello Lippi  |    |                    |     |     |  |

| Assistants : Darren Cann Michael Mullarkey Quatrième arbitre : Stephane Lannoy Cinquième arbitre : Eric Dansault Homme du match : Róbert Vittek |

## Déclarations
- À l'issue du tirage au sort, les sélectionneurs des futurs adversaires de l'Italie ont livré leur commentaire.

Gerardo Martino, sélectionneur du Paraguay : « Un bon résultat face aux champions du monde en titre sera très certainement un exploit et un espoir pour cette compétition ».
Brian Turner, sélectionneur adjoint de la Nouvelle-Zélande : « Après 28 ans d'absence affronter l'Italie est un véritable défi.  Notre objectif est simple : gagner le respect du monde entier. »
Vladimír Weiss, sélectionneur de la Slovaquie : « Ce sera dur de jouer les champions du monde, ils ont une grande expérience qui nous fait défaut. Mais je pense que ce sera dur pour tout le monde. »
- Voici les déclarations recueillies en Afrique du Sud :

Giancarlo Abete, président de la FIGC : « Il ne faut pas oublier que l'Italie est championne du monde, cependant de nombreuses équipes furent meilleures que la nôtre durant ces quatre dernières années. Les favoris seront sans surprise l'Espagne, l'Angleterre, l'Argentine et le Brésil, mais nous avons confiance en nos 23 joueurs. Les valeurs d'un homme ressortent toujours lors d'un événement aussi important que la Coupe du monde de football. »
Marcello Lippi, sélectionneur de la Nazionale : « Notre équipe est l'une des plus vieilles du tournoi mais je n'ai jamais vu un champion du monde en titre se présenter avec 23 joueurs différents. L'Italie n'est jamais partie favorite mais cinq-six équipes ont toujours pour but de remporter la compétition et nous en faisons partie. La technique ne sera pas la seule à faire le travail. »

## Diffusion
- Italie-Paraguay : en France diffusé sur TF1, en Belgique sur La Deux, en Suisse sur TSR2 et au Québec sur Radio-Canada.
- Italie-Nouvelle-Zélande: en France diffusé sur France 2, en Belgique sur La Deux, en Suisse sur TSR2 et au Québec sur Radio-Canada.
- Slovaquie-Italie: en France diffusé sur France 3, en Belgique sur La Deux, en Suisse sur TSR2 et au Québec sur Radio-Canada.